# Карибский виреон
Карибский виреон (лат. Vireo caribaeus) — вид воробьинообразных птиц из семейства виреоновых.

## Распространение
Обитают на небольшом карибском острове Сан-Андрес, который принадлежит Колумбии, но расположен к востоку от побережья Никарагуа, а также на острове Провиденсия. По другим данным, эндемик первого из них.

## Описание
Длина тела 12,5 см. Сверху птицы оливково-зелёные, а снизу беловатые или светло-жёлтые. На крыле две белые полоски, между глазом и клювом — светло-жёлтая. Глаз серо-коричневый.

## Биология
Поедают гусениц и членистоногих, которых находят на растениях. В кладке два немного пятнистых яйца.
МСОП присвоил виду охранный статус VU.